# Cuscús petit de Sulawesi
El cuscús petit de Sulawesi (Strigocuscus celebensis) és una espècie de marsupial de la família dels falangèrids. És endèmic de Sulawesi i illes properes d'Indonèsia.